# Wilgotnica kwaskowata
Wilgotnica kwaskowata (Neohygrocybe nitrata (Pers.) Kovalenko) – gatunek grzybów z rodziny wodnichowatych (Hygrophoraceae).

## Systematyka i nazewnictwo
Pozycja w klasyfikacji według Index Fungorum: Hygrocybe, Hygrophoraceae, Agaricales, Agaricomycetidae, Agaricomycetes, Agaricomycotina, Basidiomycota, Fungi.
Po raz pierwszy takson ten zdiagnozował w 1801 r. Christiaan Hendrik Persoon nadając mu nazwę Hygrophorus mucronellus. Obecną, uznaną przez Index Fungorum nazwę nadał mu w 1989 r. Aleksander E. Kowalenko.
Synonimy:

- Agaricus nitratus Pers. 1801
- Agaricus nitratus var. aglidius Fr. 1818
- Camarophyllus nitratus (Pers.) Ricken 1920
- Hygrocybe nitrata (Pers.) Wünsche 1877
- Hygrophorus nitratus (Pers.) Fr. 1874
- Hygrophorus nitratus var. thejophyllus Bres. 1929
- Neohygrocybe nitrata (Pers.) Herink 1958[2].

Nazwę polską wilgotnica kwaskowata nadała w 1997 r. Barbara Gumińska. Franciszek Błoński w 1896 r. opisywał ten gatunek pod nazwą wodnicha kwaskowata.

## Morfologia
Kapelusz
Średnica 2–7 cm, początkowo półkulisty, później rozpostarty lub nieco na środku wypukły, rzadziej zagłębiony. Brzegi starszych owocników powyginane lub popękane. Powierzchnia u młodych owocników gładka, u starszych włókienkowata lub bardzo drobnołuskowata, sucha, szara lub szarobrązowa, czasami z oliwkowym odcieniem. Brzeg czasami jaśniejszy.
Blaszki
Przyrośnięte, grube i rzadkie, szerokie, z międzyblaszkami, przy trzonie często z anastomozami, białawe, lub jasnoszare z ochrowym odcieniem. Ostrza faliste.
Trzon
Wysokość 4–8 cm, średnica od 0,5 do 1,2 cm, nierównej grubości, często faliście powyginany, spłaszczony lub rowkowato wklęśnięty, kruchy, w środku pusty. Powierzchnia gładka lub włóknista, sucha, o barwie białej lub szarobrązowej, czasami żółtawej.
Miąższ
Cienki, białawy, tylko pod skórką kapelusza nieco ciemniejszy, niezmienny, kruchy. Ma alkaliczny zapach i słabo kwaskowaty smak.
Wysyp zarodników
Biały, zarodniki elipsoidalne, gładkie.

## Występowanie i siedlisko
Opisano występowanie wilgotnicy kwaskowatej w Europie i w kilku rejonach Ameryki Północnej (w USA). W Europie najliczniej występuje na Półwyspie Skandynawskim. W piśmiennictwie naukowym na terenie Polski do 2003 r. podano 7 stanowisk. Również w późniejszych latach podano jej stanowiska, a najbardziej aktualne podaje internetowy atlas grzybów. Ma status V – gatunek narażony na wymarcie. Znajduje się na listach gatunków zagrożonych także w Szwajcarii, Niemczech, Danii, Holandii, Szwecji.
Można ją spotkać wśród traw na polanach, łąkach, pastwiskach, świetlistych lasach, obrzeżach dróg leśnych, rzadko na wapiennych terenach. Owocniki wytwarza od września do października.